# تونی موریسون
کلوئی آنتونی ووفورد موریسون معروف به تونی موریسون (به انگلیسی: Toni Morrison) (زادهٔ ۱۸ فوریه ۱۹۳۱ – درگذشتهٔ ۵ اوت ۲۰۱۹) نویسنده، فمینیست، استاد دانشگاه و برندهٔ جایزه ادبی نوبل اهل آمریکا بود. او طی شش دهه فعالیت ادبی، ۱۱ رمان، ۵ کتاب کودک، دو نمایشنامه و یک اپرا نوشت. اولین رمان او به نام آبی‌ترین چشم در سال ۱۹۷۰ منتشر شد. رمان سرود سلیمان (۱۹۷۷) نام او را در ادبیات ملی آمریکا مطرح و جایزه ملی حلقه منتقدان کتاب را نصیب او کرد. موریسون در سال ۱۹۸۸ به خاطر رمان دلبند (که در فارسی به نام محبوب هم منتشر شده) برندهٔ جایزه پولیتزر شد و در سال ۱۹۹۳ نیز جایزه ادبی نوبل به او تعلق گرفت.
موریسون در لورین، اوهایو به دنیا آمد و رشد. او در سال ۱۹۵۳ در رشتهٔ زبان انگلیسی از دانشگاه هاروارد فارغ‌التحصیل شد و مدرک لیسانس خود را دریافت کرد. در سال ۱۹۵۵ مدرک فوق‌لیسانسش را در رشتهٔ ادبیات آمریکا از دانشگاه کرنل دریافت نمود. در سال ۱۹۵۷ به دانشگاه هاروارد بازگشت، ازدواج کرد، دو فرزند به دنیا آورد و در سال ۱۹۶۴ از همسرش جدا شد.
موریسون اولین زن سیاهپوستی بود که توانست در اوایل دههٔ ۱۹۶۰ در انتشارات راندوم هاوس به عنوان ویراستار استخدام شود. شهرت او به عنوان یک نویسنده عمدتاً در دههٔ ۱۹۷۰ و ۱۹۸۰ به دست آمد. در سال ۱۹۹۸ از روی رمان دلبند او، فیلمی به همین نام ساخته شد. آثار موریسون بیش از هر چیز به خاطر پرداختن به پیامدهای خشن و ناگوار نژادپرستی در آمریکا و تجربهٔ سیاه‌پوستان آمریکا مورد ستایش قرار گرفته است.
موقوفه ملی علوم انسانی در سال ۱۹۶۶ تونی موریسون را به عنوان چهرهٔ منتخب «درس‌گفتار جفرسون» برگزید که بالاترین درجهٔ افتخاری دولت فدرال آمریکا برای دستاوردهای علوم انسانی است. موریسون در همان سال از سوی بنیاد ملی کتاب آمریکا، برندهٔ «مدال خدمت ممتاز» اعلام شد. رئیس‌جمهور باراک اوباما در ۲۹ مه ۲۰۱۲ نشان افتخار آزادی رئیس‌جمهوری را به موریسون اعطا کرد.

## ابتدای زندگی

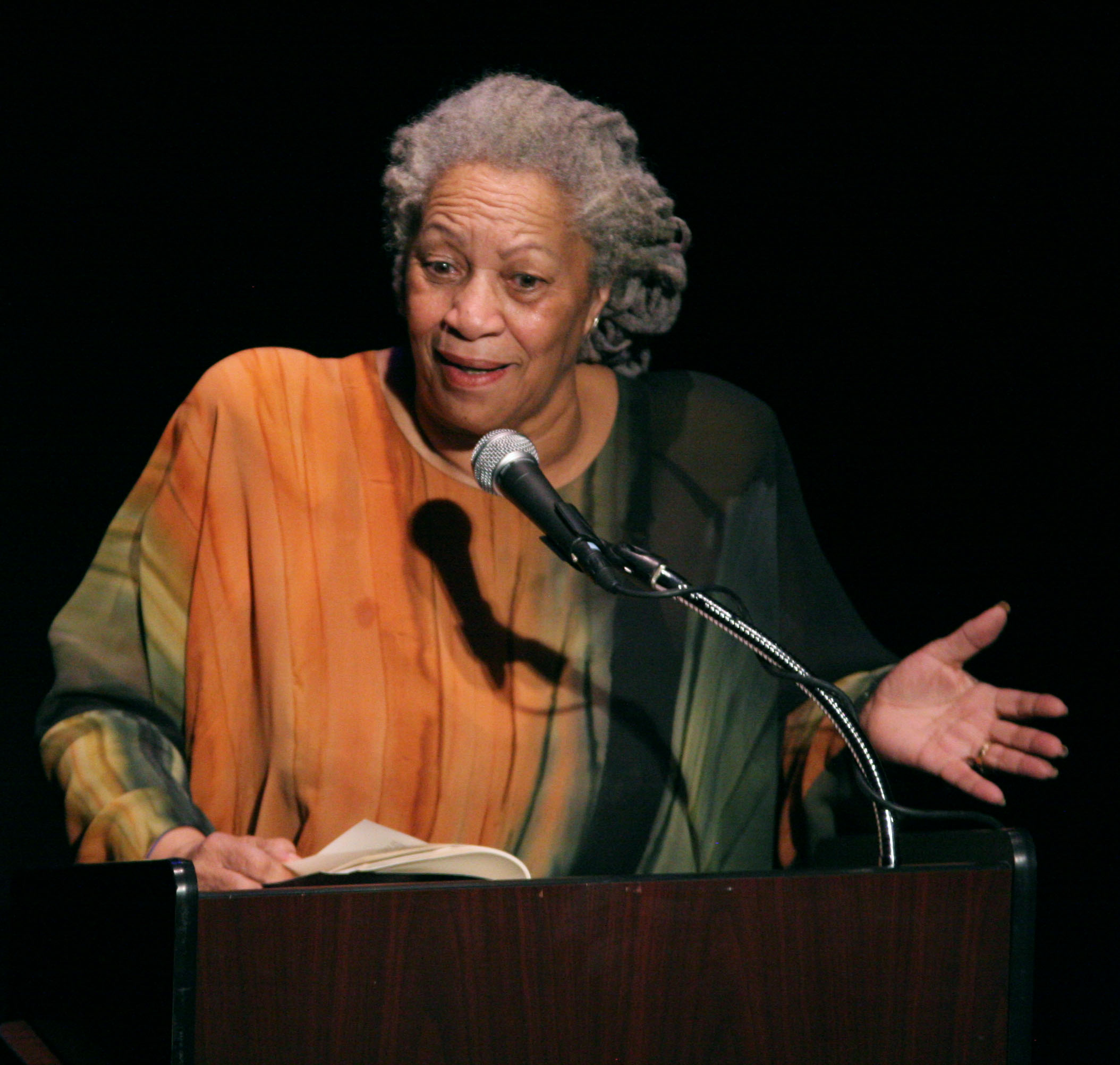
تونی موریسون در "ادای احترام به چینوا آچهبه - 50 سالگرد "اشیاء سقوط می کنند" صحبت می کند. تالار شهر، شهر نیویورک، 26 فوریه 2008.

با نام اصلی کلوئی آنتونی ووفورد (به انگلیسی: Chloe Anthony Wofford) در سال ۱۹۳۱ در لورین، اوهایو به دنیا آمد. موریسون با سختی‌های بسیاری که پدرش در تأمین هزینه مالی کشید توانست به کالج برود. در سال ۱۹۵۳ از دانشگاه هاروارد مدرک کارشناسی و در سال ۱۹۵۵ مدرک کارشناسی ارشدش را از دانشگاه کورنل دریافت کرد. هفت سال در دانشگاه هاوارد و سپس در دانشگاه پرینستون تدریس کرد وی در سال ۱۹۵۸ با معمار جامائیکایی «هارولد موریسون» ازدواج کرد و صاحب دو فرزند شد. اما در سال ۱۹۶۴ پس از شش سال زندگی مشترک از همسرش طلاق گرفت. وی به نیویورک نقل مکان کرد و به عنوان ویراستار مشغول کار شد.
موریسون از چندین دانشگاه معتبر جهان از جمله هاروارد، آکسفورد، ژنو، و روتگرز دکترای افتخاری دریافت کرده‌است.

## حرفه
آثار او تلفیقی از نقد اجتماعی را دربردارد و به خاطر فضای حماسی، دیالوگ‌های زنده و تصویر کردن شخصیت‌های سیاهپوست آمریکایی مشهور است. او نخستین زنِ سیاهپوستی بود که کرسی‌ای به نامِ خود در دانشگاه پرینستون داشت، اولین زن سیاهپوست آمریکایی و اولین زن سیاه‌پوست در میان تمام ملیت‌هاست که جایزه نوبل ادبیات را دریافت کرده‌است.
نخستین رمان وی، «آبی‌ترین چشم» در سال ۱۹۷۰ منتشر شد.
رمان «محبوب» که تلاش غمبار مادری به نام مارگارت را برای نجات دخترش از زیر یوغ برده‌داری، روایت می‌کند، در سال ۱۹۸۸ میلادی برنده جایزه پولیتزر شد.
در سال ۱۹۹۸ رمان «دلبند» منتشر شد که داستان یک زن برده سیاه‌پوست است. این رمان دستمایه فیلمی شد که اپرا وینفری نقش اصلی آن را بازی کرد. در سال ۱۹۷۷ جایزه حلقه منتقدان کتاب ملی آمریکا را برای «آواز سلیمان» گرفت و بنیاد قلم آمریکا در سال ۲۰۱۶ از موریسون برای یک عمر دستاورد ادبی تقدیر کرد. آکادمی نوبل سال ۱۹۹۳ میلادی وی را به دلیل احاطه بر زبان و قدرت تصویرگری ادبی ستود و شایسته دریافت جایزه سالانه ادبیات اعلام کرد.

## درگذشت
تونی موریسون پس از مدت کوتاهی حضور در مرکز پزشکی مونتوفیور در برانکس، نیویورک سیتی سرانجام روز دوشنبه ۵ اوت ۲۰۱۹ در سن ۸۸ سالگی درگذشت.

## آثار
اغلب آثار خود را به بیان تجربه زندگی زنان سیاه‌پوست اختصاص داد و جان‌مایه اکثر آثار او مذمت برده‌داری و بیان دشواری زندگی فقرا و میزان تبعیض علیه زنان است.

### رمان‌ها
از او ۱۱ رمان برجای مانده‌است:
- ۲۰۱۲ - خانه
- ۲۰۰۸ - یک بخشش (به انگلیسی: A Mercy)
- ۲۰۰۳ - عشق
- ۱۹۹۹ - بهشت
- ۱۹۹۲ - جاز
- ۱۹۸۷ - محبوب
- ۱۹۸۱ - بچه قیر
- ۱۹۷۷ - سرود سلیمان
- ۱۹۷۳ - سولا
- ۱۹۷۰ - آبی‌ترین چشم

### ادبیات کودکان
- ۲۰۰۷ - اختیار دست کی است؟ آینه یا شیشه؟
- ۲۰۰۴ - اختیار دست کی است؟ توله سگ یا مار؟
- ۲۰۰۳ - اختیار دست کی است؟ مورچه یا آخوندک؟
- ۲۰۰۳ - اختیار دست کی است؟ شیر یا موش؟
- ۲۰۰۲ - کتاب آدم‌های بدجنس
- ۲۰۰۲ - جعبه بزرگ

### نمایشنامه
- ۱۹۸۶ - امت خیالباف

### غیرداستانی
- ۲۰۰۴ - به یاد بسپار
- ۱۹۹۷ - تولد یک ملیت
- ۱۹۹۲ - بازی در تاریکی
- ۱۹۷۴ - کتاب سیاه
- ۲۰۰۶ _  منشاء دیگران با مقدمه‌ای از نویسنده آمریکایی مدافع حقوق سیاه‌پوستان تا_ناهی_ کوتس

## جوایز
- ۱۹۷۵: جایزه کتاب اوهیوانا برای سولا[۹]
- ۱۹۷۷: جایزه ملی حلقه منتقدان کتاب برای آواز سلیمان[۱۰]
- ۱۹۷۷: جایزه آکادمی آمریکا و موسسه هنر و ادبیات[۱۱]
- ۱۹۸۷–۸۸: جایزه کتاب رابرت اف. کندی[۱۲]
- ۱۹۸۸: جایزه هلمریچ[۱۳]
- ۱۹۸۸: جایزه کتاب آمریکا برای دلبند[۱۴]
- ۱۹۸۸: جایزه کتاب آنیسفیلد-وولف دربارهٔ روابط نژادی برای دلبند[۱۵]
- ۱۹۸۸: جایزه پولیتزر برای داستان برای دلبند[۱۶]
- ۱۹۸۸: جایزه کتاب فردریک جی ملچر برای دلبند.[۱۷][الف]
- ۱۹۸۸: Ohioana Career Medal برای مشارکت‌ها برای آموزش، ادبیات، و علوم انسانی[۹]
- ۱۹۸۹: Honorary Doctor of Letters در دانشگاه هاروارد[۲۰]
- ۱۹۹۳: جایزه نوبل ادبیات[۲۱]
- ۱۹۹۳: Commander of the Arts and Letters, Paris
- ۱۹۹۴: Condorcet Medal, پاریس[۲۲]
- ۱۹۹۴: جایزه رگیوم جولی برای ادبیات[۲۳]
- ۱۹۹۶: سخنرانی جفرسون[۲۴]
- ۱۹۹۶: جایزه کتاب ملی[۲۵]
- ۲۰۰۰: مدال ملی علوم انسانی[۲۶]
- ۲۰۰۲: صد برترین آفریقایی‌تبارهای آمریکایی، فهرست شده توسط Molefi Kete Asante[۲۷]
- ۲۰۰۵: Honorary Doctorate of Letters از دانشگاه آکسفورد[۲۸]
- ۲۰۰۸: راه‌یافته به تالار مشاهیر نیوجرسی[۲۹]
- ۲۰۰۹: جایزه نورمن میلر، دستاورد یک عمر[۳۰]
- ۲۰۱۰: Officier de la لژیون دونور[۳۱]
- ۲۰۱۱: جایزه دستاورد خلاقانه کتابخانه کنگره برای داستان[۳۲]
- ۲۰۱۱: Honorary Doctor of Letters at دانشگاه راتگرز Graduation Commencement[۳۳]
- ۲۰۱۱: Honorary Doctorate of Letters from the دانشگاه ژنو[۳۴][۳۵]
- ۲۰۱۲: نشان افتخار آزادی رئیس‌جمهوری[۳۶]
- ۲۰۱۳: مدال نیکلا-چنسلر اعطاشده توسط دانشگاه وندربیلت[۳۷]
- ۲۰۱۴: جایزه ملی حلقه منتقدان کتاب اعطاشده توسط حلقه منتقدان کتاب ملی[۳۸][۳۹]
- ۲۰۱۶: جایزه پن/سائول بیلو برای دستاورد در داستان آمریکایی[۴۰][۴۱]
- ۲۰۱۶: The Charles Eliot Norton Professorship in Poetry (The Norton Lectures), دانشگاه هاروارد [۴۲]
- ۲۰۱۶: مدال ادوارد مکداول، اهداشده توسط The MacDowell Colony[۴۳]
- ۲۰۱۸: مدال تامس جفرسون، اهداشده توسط مجمع فیلسوفان آمریکا[۴۴]

## یادداشت ها
1. ↑  A remark in her acceptance speech that "there is no suitable memorial or plaque or wreath or wall or park or skyscraper lobby" honoring the memory of the human beings forced into slavery and brought to the United States; "There's no small bench by the road," led the Toni Morrison Society to begin installing benches at significant sites in the history of slavery in America; the first "bench by the road" was dedicated July 26, 2008, on سولیوانس آیلند، کارولینای جنوبی، the point of entry for about 40 percent of the enslaved Africans brought to آمریکای شمالی بریتانیا.[۱۸][۱۹]